# Lesquin
Lesquin é uma comuna francesa, situada no departamento do Norte na região dos Altos da França. Ela faz parte da Métropole de Lille.

## Geografia

### Localização

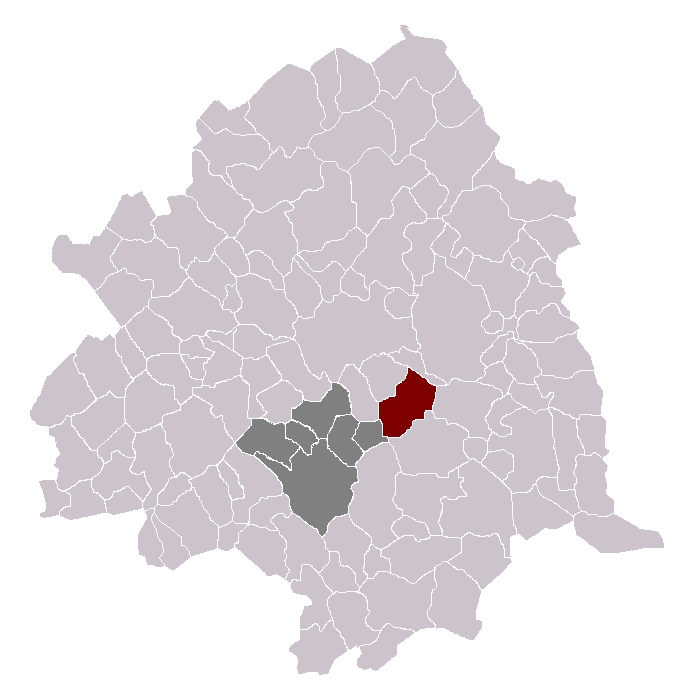
Lesquin em seu cantão e seu arrondissement

Lesquin está localizada no Mélantois na Flandres românica a 5,7 km a sudeste de Lille (8 km por estrada).
Por causa do Centro Regional de Transporte e do Aeroporto de Lille-Lesquin situados em parte no território da comuna, a cidade tira uma grande parte de sua riqueza do movimento de passageiros e de mercadorias. No subúrbio próximo a Sudeste de Lille, é uma cidade essencialmente residencial, em pleno crescimento.

### Vias de comunicação e transportes
- O Aeroporto de Lille - Lesquin se situa parcialmente no território da comuna.
- A cidade tem uma estação que fazem parte da rede TER Nord-Pas-de-Calais. Ela está em um traçado que parte da estação de Lille-Flandres para ir seja para Valenciennes ; seja para Aulnoye-Aymeries ou Jeumont ; seja para Aulnoye-Aymeries, Hirson ou Charleville-Mézières.
- A cidade é atravessada e servida por várias autoestradas : a A1 através da saída para o aeroporto e Faches-Thumesnil, a A23 e a A27 que tem cada uma delas uma saída para Lesquin.

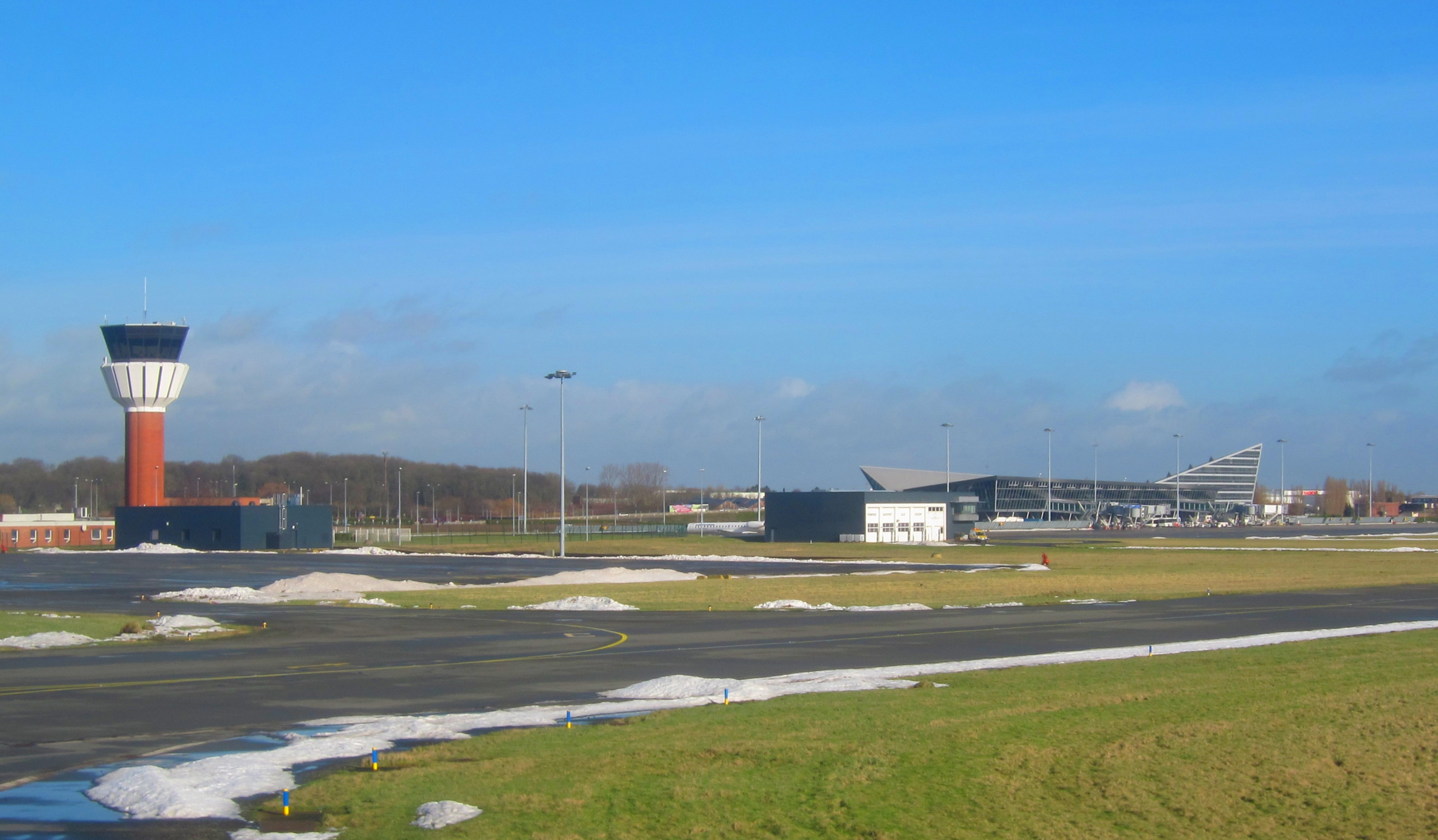
O aeroporto.
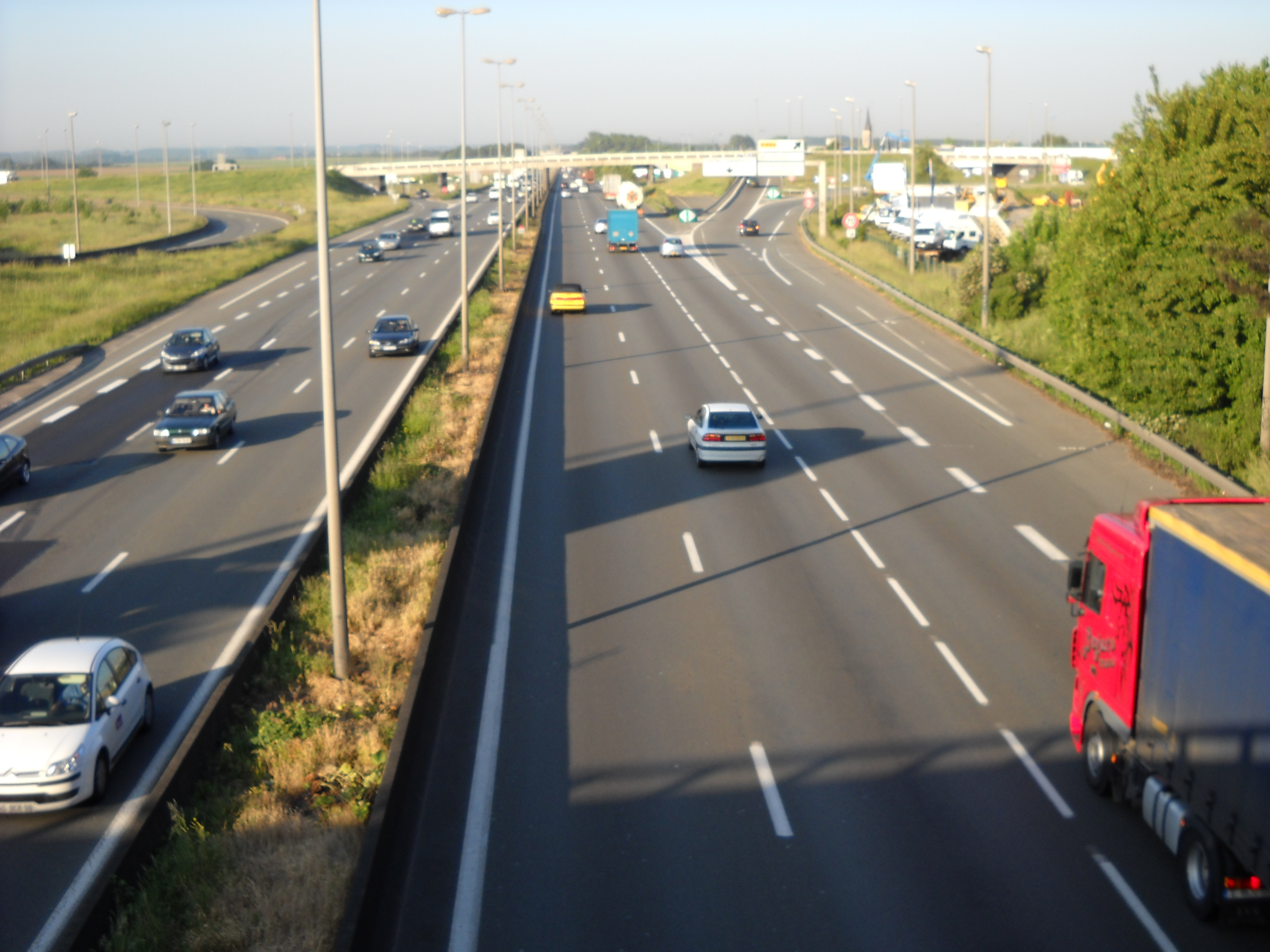
A A1 até a altura da articulação.
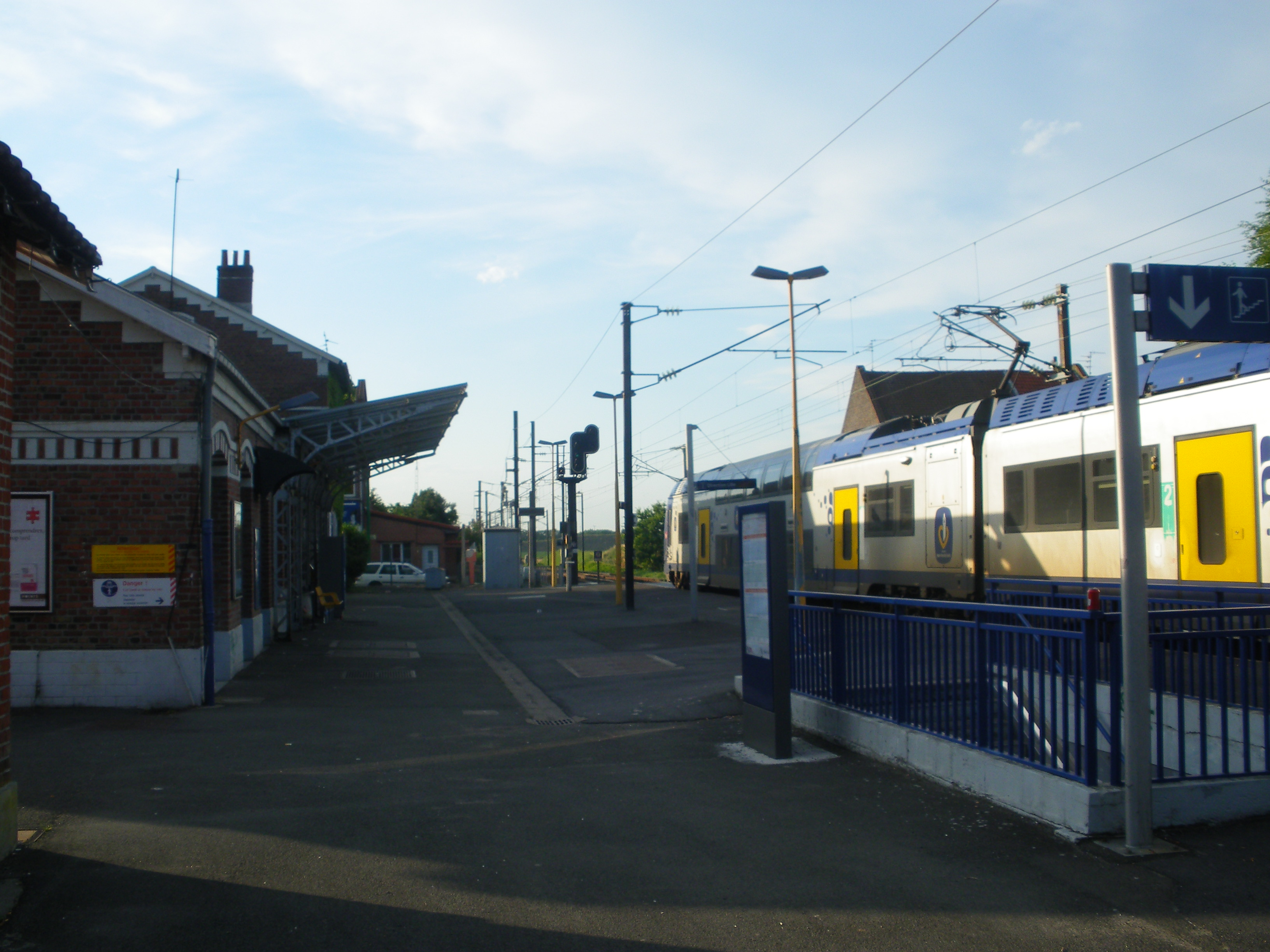
A estação.

## Toponímia
A ortografia do nome da cidade mudou muito ao longo dos séculos : Lechin no século XI, Leschin no século XII, Leskin no século XIII, Lesking no século XIV, Lecquyn no século XVI.
Lechin é mencionada em 1066 na escritura de fundação do capítulo de Saint-Pierre de Lille, que o conde de Flandres dotou de uma residência localizada na vila.
"Tem sido dito que Lesquin, Lechin vem de le chin, le clos... Mas Lekin é mais provável ser um nome de origem germânica e parece ser Lekem, Lec-Hem, composto do final "hem", "hein" : morada, habitação, e de um prefixo... Diversamente interpretado : Leckem, vila da Flandres Ocidental : morada úmida, de Lecken, úmido".

## Geminação
- Linnich (Alemanha)
- Bafoulabé (Mali)

## Cultura e patrimônio

### Lugares e monumentos

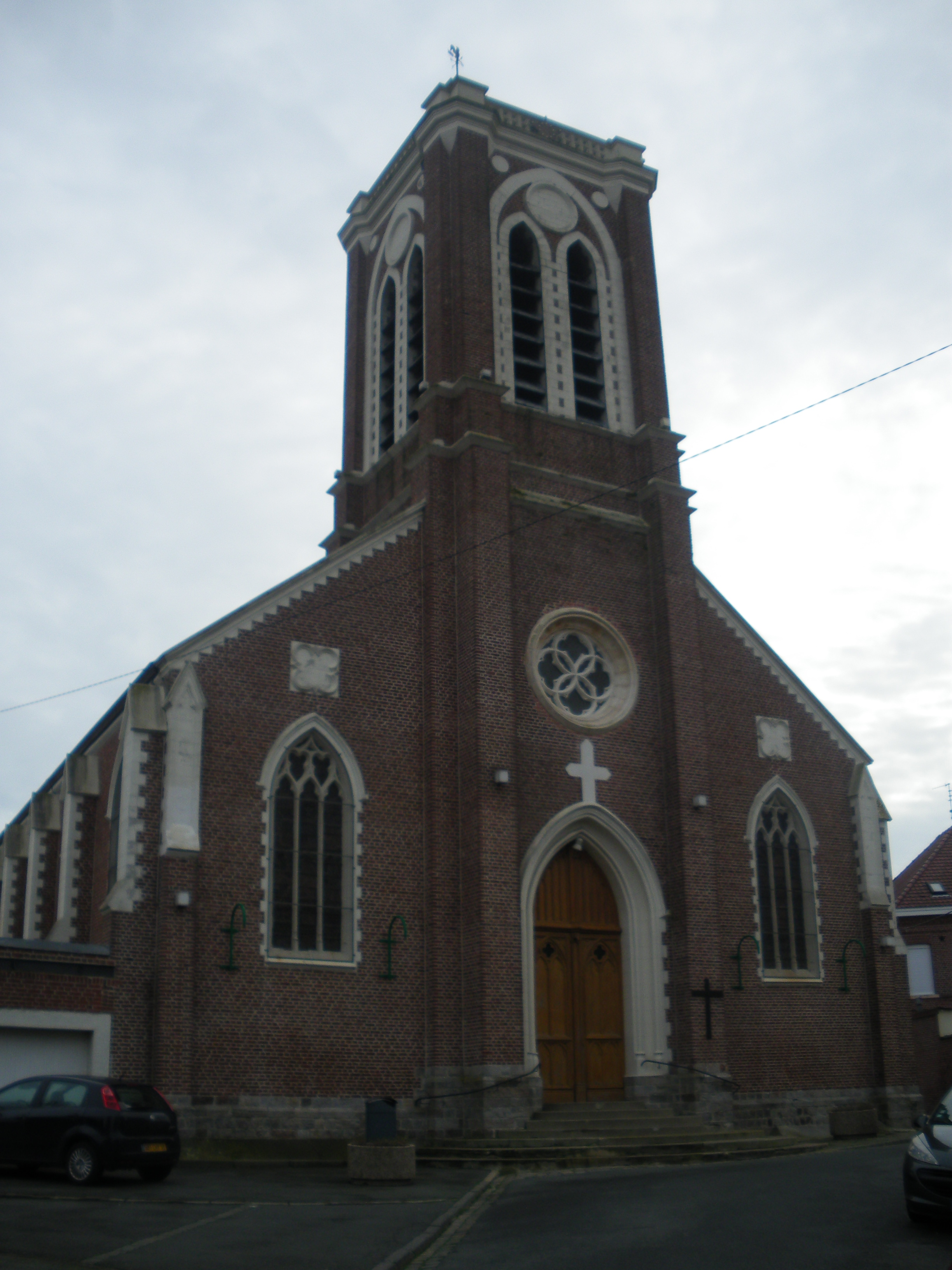
A igreja Saint-Barthélémy.

- Tradição : os gigantes Hippolyte e Titée.
- Igreja Saint-Barthélemy, construída por volta de 1854, por Charles Leroy, o arquiteto lillois da catedral de Notre-Dame de la Treille.

### Personalidades ligadas à comuna
- Louis-Joseph Descat, membro do parlamento
- Pierrick Capelle, jogador profissional de futebol